# Caravan (canción)
«Caravan» es una canción del músico norirlandés Van Morrison publicada en el álbum de 1970 Moondance. Fue un tema de relieve durante sus conciertos y una de las canciones que conformaron el álbum en directo de 1974 It's Too Late to Stop Now.
La canción fue también interpretada por Van Morrison con The Band en la película de Martin Scorsese El último vals, que conmemora la última aparición pública del grupo antes de disolverse en 1976.
El tema trata sobre la vida gitana y la radio, ambos reflejados como imágenes armónicas. Van Morrison basó la canción en memorias reales durante su vida rural en Woodstock, Nueva York, donde la casa más próxima estaba lejos de la carretera.
Morrison comentó sobre la composición de "Caravan":

"Podía oír la radio como si estuviera en la misma habitación. No sabría cómo explicarlo. Había alguna historia sobre un pasaje subteráneo bajo la casa en la que vivía, rumores de niños y esas cosas y comencé a pensar que era verdad. ¿Cómo puedes escuchar la radio de alguien desde una milla de distancia como si estuviera en tu propia casa? De modo que tuve que poner "eso" en la canción. Era necesario".

En su libro 31 Songs, Nick Hornby nombra "Caravan" del álbum en directo It's Too Late to Stop Now como la canción que quiere que toquen durante su funeral. Hornby dijo que "en el largo pasaje justo antes del clímax, la banda de Morrison parece aislar un momento en algún lugar entre la vida y el más allá, un hall grande y barroco donde puedes parar y pensar sobre todo lo que ha pasado antes".

## En los medios de comunicación
- «Caravan» fue usada durante el tercer episodio de El ala oeste de la Casa Blanca.
- Fue clasificada en la posición 254 de la lista de las 885 mejores canciones de todos los tiempos elaborada por los oyentes de WXPN.[3]
- El grupo Counting Crows sustituyó a Morrison en su ceremonia de indución en el Salón de la Fama del Rock en 1993 interpretando "Caravan".
- Eric Clapton, cuando le preguntaron cuál fue el mejor momento de El último vals, dijo: "Para mí, Muddy [Waters] y Van [Morrison] robaron el concierto. Van haciendo "Caravan" y dando patadas. Parte de la mejor música en directo que jamás verás".[4]

## En otras publicaciones
- La versión en directo de El último vals fue incluida en el álbum recopilatorio de 2007 Van Morrison at the Movies - Soundtrack Hits.
- "Caravan" fue una de las interpretaciones en directo grabadas e incluidas en el álbum en directo de 1974 It's Too Late to Stop Now.

## Personal
- Van Morrison: voz
- John Klingberg: bajo
- Jeff Labes: piano
- Gary Mallaber: batería
- John Platania: guitarra
- Jack Schroer: saxofón alto
- Collin Tilton: saxofón tenor